# Baza „Anna”
Baza „Anna” (nr 3, nr 3L) – zakonspirowany punkt kontaktowo-przerzutowy Polskich Sił Zbrojnych.
Zorganizowana została na Litwie (w Kownie). Jej komendantem od 20 stycznia 1940 był ppłk Tadeusz Rudnicki ps. „Wierzba”.
Przeznaczona była do utrzymywania łączności na szlaku północnym wiodącym poprzez Wilno, Kowno i Sztokholm, do Francji i Anglii.
Jej pierwszoplanowym zadaniem była obsługa wileńskiej konspiracji. Dostarczała jej pieniądze i zaopatrzenie oraz zapewniała przepływ korespondencji. Poprzez Wilno łączność utrzymywana była z województwem nowogródzkim i poleskim.
Od stycznia do kwietnia baza nie przejawiała większej aktywności. W czerwcu 1940 ewakuowano ją do Sztokholmu. 24 kwietnia 1941 odwołano ppłk. Rudnickiego ze stanowiska, a w jego miejsce mianowano ppłk. Edmunda Piotrkowskiego ps. „Obywatel Podgórski”.